# 타이둥 지구지휘부
타이둥 지구지휘부(중국어 정체자: 陸軍臺東地區指揮部, 영어: Taitung District Command)는 중화민국 육군의 타이완성 타이둥현 지구를 맡고 있는 지휘부로, 2005년 4월에 전신 조직인 육군 보병 제305사단을 재편하여 설립하였다. 육군 소장이 지휘관으로 임명된다.

## 역사

### 중일 전쟁
1937년 7월 1일, 난징 팡산에서 군정부 직속 두위밍 소장이 이끄는 裝甲兵團, 장갑병단으로 창설되었다. 
1938년 1월, 후난 샹탄 七里舖에서 신편 제11군 산하 국민혁명군 제200사단으로 개편되었다. 
1939년 8월 1일, 군사위원회가 신편 제11군을 국민혁명군 제5군으로 개편하였다.
1945년 윈난 쿤밍으로 이동하였다.
1946년 12월, 한커우로 이동하였다.

### 제2차 국공 내전 및 감란 시기
1947년 1월, 쉬저우로 옮겨가 멍랑구 전역에 참전하였다. 9월에 여단으로 감축되고, 허난 동쪽과 산둥 서쪽 지구를 기동 수비하는 임무를 수행하였다.
1948년 6월, 타오린강에서 화둥 야전군 제10종대에게 제대로 대응하지 못한 이유로 여단장이 해임되고, 해 9월에 제200사단으로 되돌려졌다.
1949년 1월, 화이하이 전역을 마지막으로 제200사단과 대부분이 전멸하였다. 살아남은 대원들은 포위망을 뚫고 중국 대륙에서 철수하고 타이완섬으로 건너갔다. 타이완섬에서 제200사단이 재건되었다.
1955년, 제24사단으로 개편되었다.
1969년, 嘉禾一號專案, 가화 1호 전안의 집행으로 제5예비사단으로 개편되었다.
1970년, 東進演習, 동진 연습의 집행으로 타이둥으로 이사하였다.
1976년, 統一型態專案, 통일형태전안의 집행으로 제305보병사단으로 개편되었다.
1984년, 陸精四號專案, 육정 4호 전안의 집행으로 육군 보병 제210사단 산하 제629여단으로 개편되었다.

### 감란 시기 이후
1999년, 精實案, 정실안에 따라 육군 보병 제329여단(東成部隊, 동성부대)로 개편되었다.
2005년 4월, 정진안에 따라 육군 타이둥 지구지휘부로 개편되었다.

## 구조

### 지도부
- 지휘관 1명 소장
- 부지휘관 1명 상교
- 참모주임 1명 상교
- 부참모주임 1명 중교
- 정치작전주임 1명 상교

### 산하 부대
현재 모든 부대는 太平營區, 태평영구(타이핑 영구)에 모여서 주둔하고 있다.

#### 직할부대
- 본부중대
- 공병중대
- 장갑기병중대
- 통신작업중대

#### 예하 부대
- 기계화보병 제1대대 (대대 본부중대 + 기보중대 x3)
- 기계화보병 제1대대 (대대 본부중대 + 기보중대 x2 + 전차중대 x1)
- 혼성포병대대 (대대 본부중대 + 포병중대 x3)

## 기록

### 소속
- 군별
  1. 1937년 7월 1일, 국민혁명군 육군
  2. 1946년, 중화민국 육군
- 상위조직
  1. 중화민국 군정부; 1937년 7월 1일
  2. 신편 제11군; 1938년 1월
  3. 제5군; 1938년 11월 1일
  4. 중국 원정군; 1942년 3월
  5. 제210보병사단; 1984년

### 계보
1. 1937년 7월 1일, 裝甲兵團, 장갑병단→기갑보병연대
2. 1938년 1월, 國民革命軍第二OO師, 국민혁명군 제200사→제200사단
3. 1955년 7월 1일, 陸軍第二十四師, 육군 제24사→제24사단
4. 1969년 12월, 陸軍預備第五師, 육군 예비 제5사→제5예비사단
5. 1976년, 陸軍步兵第三○五師, 육군 보병 제305사→제305보병사단
6. 1984년, 陸軍第六二九旅, 육군 제629여→제629여단
7. 1999년, 陸軍步兵第三二九旅, 육군 보병 제329여→제329보병여단
8. (시기불명), 陸軍步兵第一二九旅, 육군 보병 제129여→제129보병여단
9. 2005년 4월, 陸軍臺東地區指揮部, 육군 대동 지구지휘부→육군 타이둥 지구지휘부

### 참전
1. 제2차 세계 대전
  1. 중일 전쟁 (중국 전구(중국어:同盟國中國戰區))
    1. 관시 전투(중국어:桂南會戰)
    2. 쿤룬관 전투(중국어:崑崙關戰役)

  2. 버마 전역
2. 제2차 국공 내전
  1. 멍랑구 전역(중국어:孟良崮戰役)
  2. 화이하이 전역

## 같이 보기
- 관두 지구지휘부
- 둥인 지구지휘부
- 란양 지구지휘부